# Jan Skałbania
Jan Skałbania (ur. 26 grudnia 1927 w Poznaniu, zm. 19 października 2011 w Poznaniu) – polski lekarz laryngolog, w młodości lekkoatleta, trzykrotny mistrz Polski.

## Życiorys
Ukończył Liceum im. Paderewskiego w Poznaniu (1947). W latach 1947–1952 studiował medycynę, najpierw na Uniwersytecie im. Adama Mickiewicza, a po wydzieleniu Wydziału Lekarskiego w 1950 na Akademii Medycznej w Poznaniu.
W czasie studiów uprawiał z sukcesami lekkoatletykę w barwach AZS Poznań. Był trzykrotnym mistrzem Polski: w biegu na 110 m ppł (1948), sztafecie 4 x 100 m (1948) i skoku wzwyż (1949). W tej ostatniej konkurencji był także wicemistrzem Polski (1950), a w sztafecie 4 x 100 m zdobył jeszcze brązowy medal (1949). W latach 1949–1950 trzykrotnie reprezentował Polskę w meczach międzypaństwowych w skoku wzwyż.
Po zakończeniu studiów pracował jako laryngolog w Szpitalu Wojskowym w Poznaniu, od 1965 do 1992 jako ordynator oddziału laryngologii. W 1965 obronił pracę doktorską, w 1981 awansowany do stopnia pułkownika. 
Został pochowany na Cmentarzu Junikowskim (pole 6-5-A-10).

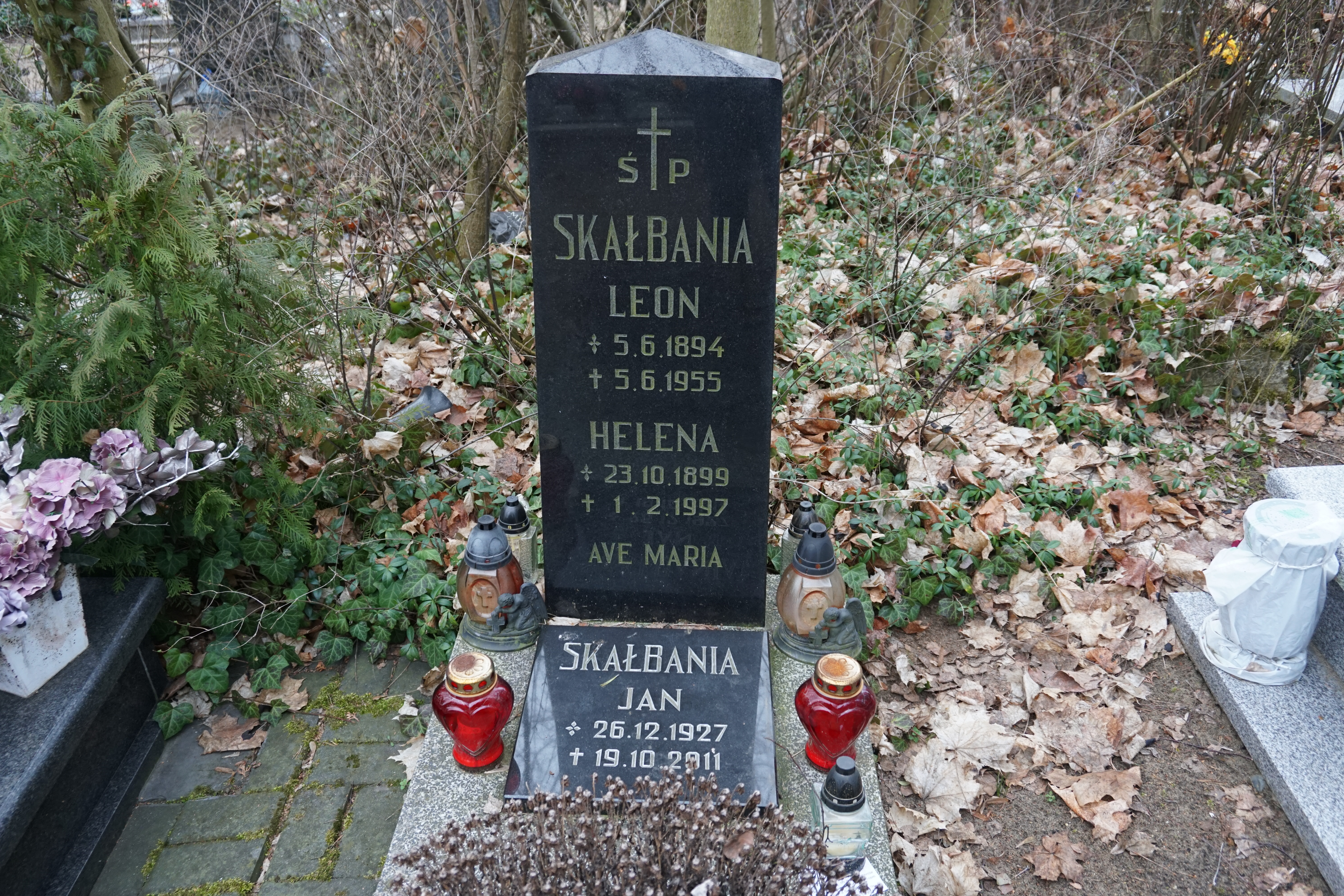
Grób Jana Skałbani na Cmentarzu Junikowo

Rekordy życiowe: skok wzwyż – 1,89 (23 lipca 1949, Gdańsk); 110 m ppł – 14,9 (23 lipca 1949, Łódź)